# Hüseyin Hilmi Pascià
Pascià Hüseyin Hilmi (turco ottomano: حسین حلمی پاشا turco: Hüseyin Hilmi Paşa, a volte traslitterato come Hussein Hilmi Pascià (Lesbo, 1º aprile 1855 – Vienna, aprile 1922) è stato un politico ottomano.
Fu due volte Gran Visir dell'Impero Ottomano nel periodo della Seconda Era Costituzionale. È stato anche presidente della Mezzaluna Rossa turca.
Hüseyin Hilmi fu uno degli amministratori ottomani di maggior successo negli esplosivi Balcani dell'inizio del XX secolo, diventando l'ispettore generale ottomano della Macedonia dal 1902 al 1908, ministro degli interni dal 1908 al 1909 e ambasciatore all'Austria-Ungheria dal 1912 al 1918. È spesso considerato, insieme ad Ahmet Rıza Bey e Hasan Fehmi Pascià, uno dei principali statisti che incoraggiarono e propagarono il Progressismo.

## Biografia
Hüseyin Hilmi nacque nel 1855 a Lesbo. Era di origine greca, un suo antenato si convertì all'Islam. Iniziò i suoi studi a Lesbo ed imparò il francese fluentemente in tenera età. Iniziò come impiegato nella struttura dello stato ottomano e gradualmente scalò la scala gerarchica, diventando il governatore di Adana nel 1897 e dello Yemen nel 1902. Nello stesso anno, nel 1902, fu nominato Ispettorato generale con responsabilità su quasi tutti dei territori balcanici dell'Impero Ottomano dell'epoca, vale a dire i vilayet di Salonicco, Kosovo e Monastir.
Dopo la ristaurazione della costituzione ottomana nel 1908, fu nominato ministro degli Interni e poi prestò servizio come Gran Visir, dapprima tra il 14 febbraio 1909 e il 13 aprile 1909 sotto Abdul Hamid II e poi, riassumendo l'incarico da Ahmet Tevfik Pascià un mese dopo, tra il 5 maggio 1909 e il 28 dicembre 1909. Come tale, nel suo primo visirato, fu l'ultimo gran visir di Abdul Hamid II. Il suo primo mandato è stato improvvisamente interrotto a causa dell'Incidente del 31 marzo (accaduto effettivamente il 13 aprile), quando per alcuni giorni assolutisti reazionari e fondamentalisti islamici ripresero il controllo del governo ottomano a Costantinopoli fino all'arrivo di un esercito da Salonicco che soppresse il tentativo di contro colpo di Stato.

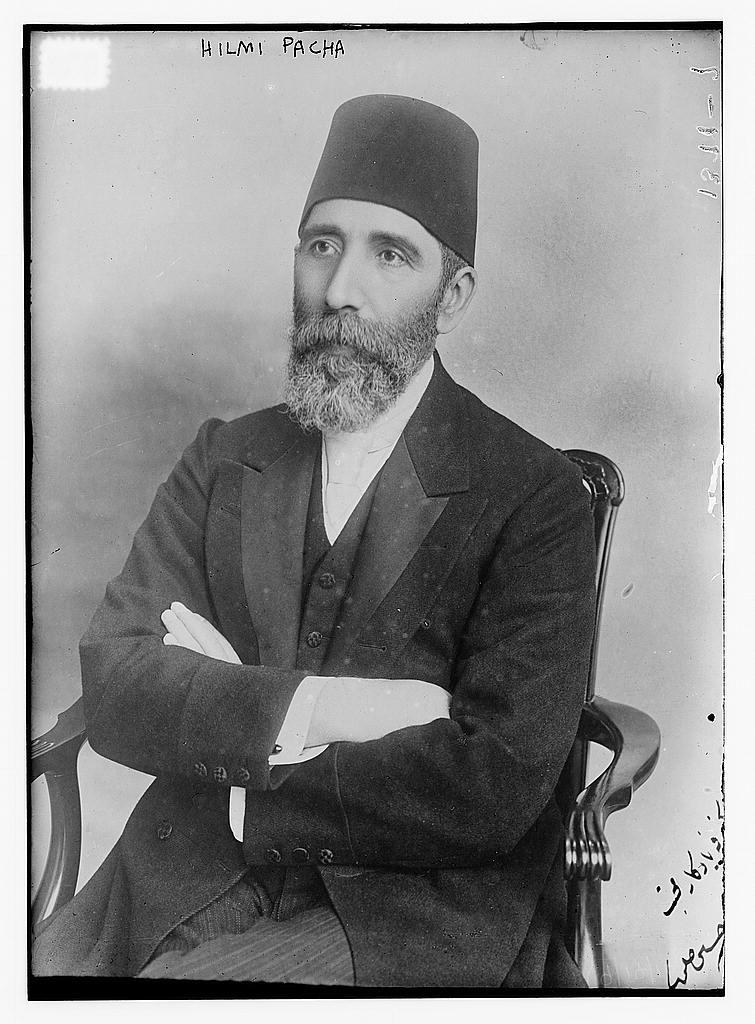

Dopo il suo secondo mandato come gran visir sotto Mehmed V, Hüseyin Hilmi Pascià prestò servizio come ministro della giustizia nel gabinetto successivo di Ahmed Muhtar Pascià. Nell'ottobre 1912 fu inviato a Vienna come ambasciatore ottomano in Austria-Ungheria, carica che mantenne fino alla fine della prima guerra mondiale. A causa di problemi di salute, rimase a Vienna fino alla sua morte nel 1922. Fu sepolto a Beşiktaş, Istanbul.